# Municipio de Webster (condado de Webster)
El municipio de Webster (en inglés: Webster Township) es un municipio ubicado en el condado de Webster en el estado estadounidense de Iowa. En el año 2010 tenía una población de 227 habitantes y una densidad poblacional de 4,26 personas por km².

## Geografía
El municipio de Webster se encuentra ubicado en las coordenadas 42°21′35″N 93°58′43″O / 42.35972, -93.97861. Según la Oficina del Censo de los Estados Unidos, el municipio tiene una superficie total de 53.24 km², de la cual 52,44 km² corresponden a tierra firme y (1,5 %) 0,8 km² es agua.

## Demografía
Según el censo de 2010, había 227 personas residiendo en el municipio de Webster. La densidad de población era de 4,26 hab./km². De los 227 habitantes, el municipio de Webster estaba compuesto por el 99,12 % blancos, el 0,88 % eran afroamericanos. Del total de la población el 0 % eran hispanos o latinos de cualquier raza.